# A caza de dientes
|  |

El aguafuerte A caza de dientes es un grabado de la serie Los Caprichos del pintor español Francisco de Goya. Está numerado con el número 12 en la serie de 80 estampas. Se publicó en 1799.

## Interpretaciones de la estampa
Existen varios manuscritos contemporáneos que explican las láminas de los Caprichos. El que se encuentra en el Museo del Prado se tiene como autógrafo de Goya, pero parece más bien despistar y buscar un significado moralizante que encubra significados más arriesgados para el autor. Otros dos, el que perteneció a Ayala y el que se encuentra en la Biblioteca Nacional, realzan la parte más escabrosa de las láminas.
- Explicación de esta estampa del manuscrito del Museo del Prado: Los dientes de ahorcados son eficacísimos para los hechizos; sin este ingrediente no se hace cosa de provecho. Lástima es que el vulgo crea tales desatinos.[2]

- Manuscrito de Ayala: Los dientes del ahorcado son eficacísimos para hechizos. ¡De qué es capaz una mujer enamorada!.[2]

- Manuscrito de la Biblioteca Nacional: Por salirse con la suya, sobre todo si está enamorada, es capaz de arrancar los dientes a un ahorcado.[2]

En este grabado se representa una superstición que prevalecía todavía entre el pueblo: una joven está arrancando un diente al cadáver de un ahorcado, el cual piensa emplear para realizar hechizos. En esa dirección van los comentarios de los manuscritos del Prado y de Ayala. Se inspira en el Acto VII de la Tragicomedia de Calixto y Melibea, en la que la Celestina dice de la madre del personaje Pármeno: «Siete dientes quitó a un ahorcado con unas tenacitas de pelar cejas, mientras yo le descalcé los zapatos». Esta escena fue citada y anotada por Moratín en la edición anotada del Auto de fe sobre brujería que la Inquisición celebrado en Logroño en 1610 y del cual parece que se sirvió Goya para dibujos y grabados.

## Técnica del grabado
Escena impresionante donde el ahorcado parece suspendido en el aire por la cuerda que le ahorca. En la mujer se refleja la repugnancia que el arrancar el diente le produce. El contraste es enorme entre el muerto y la opulencia femenina de la mujer. Las figuras están envueltas en una noche tétrica que contrasta con la iluminación de los protagonistas. El muro del primer término, que en el dibujo tiene un protagonismo destacado y que empequeñece la importancia de las figuras, ha sido oscurecido reduciendo su protagonismo.
Empleó las técnicas de aguafuerte, aguatinta y buril. La plancha se conserva en regular estado.